# Zespół Szkół Mechanicznych Elektrycznych i Elektronicznych im. prof. Sylwestra Kaliskiego w Toruniu
Zespół Szkół Mechanicznych Elektrycznych i Elektronicznych im. prof. Sylwestra Kaliskiego w Toruniu – zespół szkół ponadpodstawowych znajdujący się przy ul. św. Józefa 26 w Toruniu. Patronem szkoły jest polski wojskowy i naukowiec Sylwester Kaliski.
Początkowo zespół szkół działał jako Technikum Mechaniczno-Elektryczne. Powstało ono w 1952 roku w wyniku połączenia Państwowego Liceum i Gimnazjum Elektrycznego przy ul. Henryka Sienkiewicza i Technikum Mechatronicznego. Szkołę zbudowano w miejscu, gdy niegdyś znajdowała się wydma nazywana Wisiołki lub Szubieniczna Góra. Wydma ta w średniowieczu stanowiła miejsce straceń. W latach 1961–1963 technikum przeniosło się do budynku przy ulicy św. Józefa. W 1975 roku technikum zostało przekształcone w Zespół Szkół Mechanicznych i Elektrycznych (od 1993 roku jako Zespół Szkół Mechanicznych, Elektrycznych i Elektronicznych w Toruniu).
Do zespołu szkół należy pływalnia, oddana do użytku 30 kwietnia 1968 roku. Była to pierwsza kryta pływalnia w Toruniu.

## Kierunki kształcenia
- Technikum w zawodzie: technik mechatronik, technik informatyk, technik elektryk, technik elektronik, technik automatyk, technik programista, technik robotyk[2].
- Zasadnicza Szkoła Zawodowa: w zawodzie mechatronik, elektryk[2].

## Znani absolwenci
- Łukasz Małkiewicz – raper występujący pod pseudonimem „Małpa”[5]